# Fissistigma cupreonitens
Fissistigma cupreonitens är en kirimojaväxtart som beskrevs av Elmer Drew Merrill och Woon Young Chun. Fissistigma cupreonitens ingår i släktet Fissistigma och familjen kirimojaväxter. IUCN kategoriserar arten globalt som starkt hotad. Inga underarter finns listade i Catalogue of Life.